# Charles Fillmore (Mystiker)

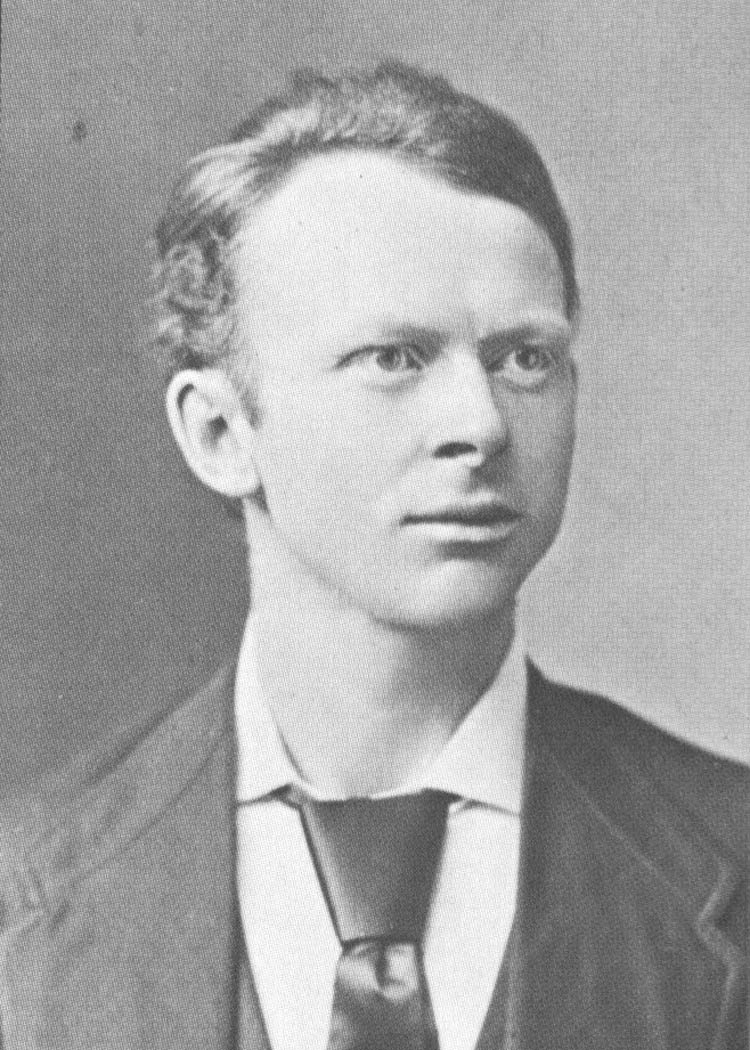
Charles Fillmore zwischen 1890 und 1900

Charles Sherlock Fillmore (22. August 1854 – 5. Juli 1948) war ein amerikanischer Mystiker und Mitbegründer der Unity School of Christianity, einer Organisation innerhalb der Neugeist-Bewegung, gemeinsam mit seiner Frau Myrtle Fillmore.

## Leben
Charles Fillmore wurde am 22. August 1854 im Chippewa-Reservat (nahe St. Cloud, Minnesota) geboren. Er wuchs ohne seinen Vater auf, der getrennt von der Familie lebte und wurde so vornehmlich von seiner Mutter geprägt, die aus der Episkopalkirche kam. Sie begleitete ihn und seine Familie bis zu ihrem Tod 1931 oft. Als Erwachsener reiste Fillmore Richtung Westen und arbeitete als Eisenbahngüterinspektor, Maultier-Teamfahrer, Prüfer und Immobilienverkäufer. In Denison, Texas lernte er Mary Caroline Page („Myrtle“) kennen, die er fünf Jahre später heiratete und mit der er drei Kinder zeugte. Sie lebten von 1881 bis 1884 in Pueblo, Colorado, waren aktiv in der Abstinenzbewegung und hatten Kontakt zur Kirche seiner Mutter und zum Methodismus.
Durch die intensivere Beschäftigung mit der Neugeist-Bewegung ab 1886, setzten sie sich eingehend mit Heilungsmethoden auseinander, aber auch generell dem Spiritualismus, der Christlichen Wissenschaft und Theosophie. Infolgedessen gründeten sie zusammen 1889 die religiöse Zeitschrift „Modern Thought“, vornehmlich beeinflusst dabei von Denkern wie zum Beispiel Emma Curtis Hopkins, Eugene B. Weeks  und H. Emilie Cady. Die Unity-Kirchen betrachten spätestens dies als Akt der Gründung ihrer Bewegung. 1890 gründeten sie zusammen die „Society for Silent Help“ (später: „Silent Unity“). Seine Frau wurde zur Direktorin ernannt. In der Nachfolgezeit brachten sie diverse andere Zeitschriften heraus, die ihrer Interpretation der Neugeist-Bewegung und des Christentums prinzipiell, Ausdruck verleihen sollten. Sie zögerten eine Zeit lang in der Gründung einer neuen Kirche, dennoch wurde 1903 die „Unity Society of Practical Christianity“ gegründet, welcher 1914 die „Unity School of Christianity“ angeschlossen wurde. Charles Fillmore betrieb stärker noch als seine Frau eine Institutionalisierung seiner Bewegung zu einer eigenen Konfession. Neben seiner literarischen Tätigkeit, bei der er z. B. die grundlegenden „Statement of Faith“ maßgeblich beeinflusste, betrieb er ab 1922 mehrere Radiosendungen und kaufte 1929 Land in Jackson County, Missouri, wo daraufhin eine Farm, später eine ganze Gemeinschaft errichtet wurde.
Nach Myrtles Tod 1931 heiratete er 1933 erneut, nämlich Cora Dedrick, die im Gegensatz zur ersten Frau Fillmores wenig Einfluss auf die Bewegung ausübte. Er verbrachte folgend viel Zeit auf Reisen, vor allem in Kalifornien. In dieser Zeit ging die Verantwortung für die Bewegung auf seine drei Söhne, vor allem auf seinen Sohn Lowell über. Am 5. Juli 1948 starb er auf der Unity-Farm, die mittlerweile religiöses Zentrum der Bewegung geworden war.

## Werke
- Christian Healing (1909)
- Talks on Truth (1922)
- The Twelve Powers of Man (1930)
- Metaphysical Bible Dictionary (1931)
- Mysteries of Genesis (1936)
- Prosperity (1936)
- Jesus Christ Heals (1939)
- Teach Us to Pray with Cora Fillmore (1941)
- Mysteries of John (1946)
- Atom-Smashing Power of Mind (1949)
- Keep a True Lent (1953)
- The Revealing Word (1959)